# Mauro Caputo
Mauro Caputo (Trieste, 27 maggio 1974) è un regista, sceneggiatore e produttore cinematografico italiano.

## Biografia
Collabora nel 2013 con Giorgio Pressburger alla realizzazione del film documentario Messaggio per il secolo con la partecipazione dello stesso Pressburger e di Claudio Magris, trasmesso sulle reti RAI, per il quale si occupa della produzione e della regia. Nel 2014 realizza (sceneggiatura, produzione e regia) il suo secondo film L'orologio di Monaco, da una raccolta di racconti (da cui prende il titolo) di Giorgio Pressburger, che nella pellicola è il protagonista e la voce narrante. Il film viene selezionato e presentato al Festival Internazionale del Film di Roma e successivamente alla XIII edizione del Mittel Cinema Fest - Italian Film Festival in Central Europe, evento per la diffusione del cinema italiano nella Mitteleuropa. Uscito nelle sale italiane ed in DVD è distribuito dal 2015 dall'Istituto Luce Cinecittà. In occasione del Giorno della Memoria 2016 è stato proiettato, promosso dagli Istituti Italiani di Cultura e Ambasciate nel mondo, in molte città dei cinque continenti. 
Nel 2016 realizza (sceneggiatura, produzione e regia) il film Il profumo del tempo delle favole selezionato ed inserito nel programma ufficiale della XIII edizione delle Giornate degli Autori - Venice Days della 73ª Mostra Internazionale del Cinema di Venezia come "Evento speciale" e successivamente alla XIV edizione del Mittel Cinema Fest - Italian Film Festival in Central Europe. Distribuito nel 2016 dall'Istituto Luce Cinecittà è uscito nelle sale italiane il 23 novembre e successivamente in DVD. Il film ottiene una segnalazione ai Nastro d'argento DOC 2017 dove viene assegnato anche un Nastro d'argento Speciale a Giorgio Pressburger. 
Dopo la morte di Pressburger, per volontà dello stesso Maestro, è nominato curatore dei diritti di tutte le sue opere letterarie, teatrali, radiofoniche, cinematografiche e giornalistiche.
Nel 2019 realizza, occupandosi della sceneggiatura e della regia, il film La legge degli spazi bianchi, selezionato e presentato alle Giornate degli Autori della 76ª Mostra Internazionale del Cinema di Venezia e successivamente alla XVII edizione del Mittel Cinema Fest - Italian Film Festival in Central Europe. Tra i finalisti candidati ai Nastro d'argento DOC 2020 nella sezione Docufiction, il film con l'attore protagonista Fulvio Falzarano e la voce narrante di Omero Antonutti, completa la trilogia dedicata a Giorgio Pressburger. È uscito nelle sale ed in DVD distribuito dall'Istituto Luce Cinecittà. In tutti i film che compongono la trilogia, sono stati inseriti numerosi riferimenti e citazioni letterarie, simbolismi e significati nascosti che permettono allo spettatore di cogliere il messaggio profondo delle opere filmiche e ne caratterizzano il linguaggio. 
Nel 2020 firma la regia di No Borders - Flusso di coscienza, il primo film denuncia che documenta l'ingresso in Italia di migliaia di migranti "invisibili" provenienti dalla Rotta Balcanica. Il film esce ufficialmente il 24 marzo 2021 con un esperimento editoriale digitale della Marietti Editore che pubblica per la prima volta il testo "La porta d'Europa. Il confine italiano della Rotta balcanica" (scritto da Caputo e dalla giornalista Donatella Ferrario), associato al film nella versione streaming ed il 12 aprile 2021 nella versione in lingua inglese "Europe’s door. The Italian border of the Balkan route" con il film No borders. Stream of consciousness.
Nel gennaio 2022 è stato prodotto il cofanetto della trilogia "Sul fondo della coscienza", una composizione di tre film girati da Mauro Caputo e distribuiti da Istituto Luce Cinecittà e nel corso dello stesso anno il film documentario Il sussurro della grande voce (distribuzione Istituto Luce Cinecittà).

## Curiosità
Alcuni oggetti di scena utilizzati per la realizzazione dei film della trilogia (L'orologio di Monaco, Il profumo del tempo delle favole, La legge degli spazi bianchi), sono conservati al Kertész Imre Intézet di Budapest, insieme ad altri oggetti e materiali appartenuti a Giorgio Pressburger.

## Filmografia
- Messaggio per il secolo – regia, produzione (2013) trasmesso su reti RAI
- L'orologio di Monaco – sceneggiatura, regia (2014) distribuzione Istituto Luce Cinecittà
- Il profumo del tempo delle favole – sceneggiatura, regia (2016) distribuzione Istituto Luce Cinecittà
- La legge degli spazi bianchi – sceneggiatura, regia (2019) distribuzione Istituto Luce Cinecittà
- No Borders - Flusso di coscienza – sceneggiatura, regia (2020)
- Sul fondo della coscienza – trilogia (2022) distribuzione Istituto Luce Cinecittà
- Il sussurro della grande voce – regia (2022) distribuzione Istituto Luce Cinecittà

## Pubblicazioni
- L'orologio di Monaco - ed. 2017 Marsilio Editori – libro (autore Giorgio Pressburger) + film L'orologio di Monaco (regia Mauro Caputo)
- La porta d'Europa. Il confine italiano della Rotta balcanica - ed. 2021 Marietti Editore – libro (autore Mauro Caputo e Donatella Ferrario) + film No Borders - Flusso di coscienza (regia Mauro Caputo)
- Europe’s door. The Italian border of the Balkan route - ed. 2021 Marietti Editore – libro (autore Mauro Caputo e Donatella Ferrario) + film No borders. Stream of consciousness (regia Mauro Caputo)
- Sul fondo della coscienza – cofanetto trilogia Istituto Luce Cinecittà (2022)